# Emma Reyes (gimnasta)
Emma Reyes Blanco (Badalona, Barcelona, 13 de septiembre de 2002) es una gimnasta rítmica española, excomponente de la selección nacional de gimnasia rítmica de España en modalidad de conjuntos.

## Biografía deportiva

### Inicios
Se inició en la gimnasia rítmica en el Club Gimnàstica Rítmica Lloret de Lloret de Mar. En febrero de 2016 fue seleccionada para una concentración del equipo nacional en el CAR de Madrid.

### Etapa en la selección nacional

#### 2016 - 2017: etapa en el conjunto júnior
Entró al conjunto júnior nacional en octubre de 2016, pasando a entrenar a las órdenes de Ana María Pelaz en el CAR de Madrid. En abril de 2017 debutó con el conjunto en el Torneo Internacional Città di Pesaro (Italia), obteniendo la 19.ª plaza. Ese mismo mes realizó con el conjunto júnior una exhibición en el Torneo Internacional de Corbeil-Essonnes, y en mayo, disputaron el Torneo Internacional de Portimão, donde fueron las únicas participantes en su categoría. En el Campeonato de Europa, que se celebró del 19 al 21 de mayo en Budapest, ocuparon el puesto 20.º en la calificación. El conjunto júnior lo integraron ese año Emma, Marta Bosch, Ángela Corao, Tania Kaute, Judith Prades y Marian Navarro.

#### 2017 - 2020: etapa en el conjunto sénior
Para 2017 pasó a trabajar en el conjunto sénior suplente a las órdenes de Anna Baranova y Sara Bayón, si bien, debido a su edad, no fue hasta 2019 cuando empezó a formar parte oficialmente de la categoría sénior y a ser gimnasta titular, aunque únicamente en el ejercicio de 3 aros y 4 mazas. 
A inicios de marzo de 2019, el conjunto comenzó la temporada en el Torneo Internacional Diputación de Málaga (Marbella), logrando el bronce. Tras una exhibición en Corbeil-Essonnes, participaron en el Grand Prix de Thiais, obteniendo la 10.ª plaza en la general y la 6.ª en 3 aros y 4 mazas. En abril lograron la 10.ª y la 12.ª plaza en la general de las pruebas de la Copa del Mundo de Pésaro y Bakú respectivamente. En mayo, en la Copa del Mundo de Guadalajara, consiguieron la 4.ª plaza en la general, la 7.ª en 5 pelotas y la 4.ª en el mixto. Tras varias competiciones preparatorias, en septiembre disputaron el Mundial de Bakú, pudiendo obtener solo el puesto 17.º en la general y no logrando la plaza olímpica. El equipo estuvo formado en este campeonato por Reyes, Victoria Cuadrillero, Clara Esquerdo, Ana Gayán, Alba Polo y Sara Salarrullana.
En agosto de 2020, Reyes fue apartada del conjunto sénior tras un control realizado entre el 12 y el 13 de agosto por el equipo técnico liderado por la nueva seleccionadora nacional Alejandra Quereda y por la directora técnica Isabel Pagán, al considerarse que no superaba los requisitos para continuar en la selección nacional. El 15 de agosto la propia gimnasta anunció a través de sus redes sociales la decisión del equipo técnico, así como su interés en seguir en activo como gimnasta.

## Música de los ejercicios
| Año                    | Aparatos              | Música |
| ---------------------- | --------------------- | --- |
| 2017 (Conjunto júnior) | 10 mazas              | «Bom Bom» de Sam and the Womp. |
| 2018                   | 5 aros                | «Final y "A ciegas"», interpretada por Miguel Poveda y compuesta por Alberto Iglesias para la banda sonora de Los abrazos rotos.          |
| 2018                   | 3 pelotas y 2 cuerdas | «Kairos» de Derek Hough y Lindsey Stirling.                                                                                               |
| 2019                   | 5 pelotas             | Versión de la Sinfonía n.º 5 en do menor, Op. 67 de Ludwig van Beethoven, incluida en el espectáculo Nacidos para bailar de Los Vivancos. |
| 2019                   | 3 aros y 4 mazas      | «The Flamenco of the Haunted Guitar» de Agamemnon.                                                                                        |

## Palmarés deportivo

### Selección española
| 2017 - Torneo Internacional Città di Pesaro 19.º puesto en concurso general - Campeonato de Europa de Budapest 20.º puesto en calificación (10 mazas) 2019 - Torneo Internacional Diputación de Málaga Bronce en concurso general - Grand Prix de Thiais 10.º puesto en concurso general 6.º puesto en 3 aros y 4 mazas - Prueba de la Copa del Mundo en Pésaro 10.º puesto en concurso general - Prueba de la Copa del Mundo en Bakú 12.º puesto en concurso general - Prueba de la Copa del Mundo en Guadalajara 4.º puesto en concurso general 7.º puesto en 5 pelotas 4.º puesto en 3 aros y 4 mazas - Prueba de la Copa del Mundo en Minsk 13.er puesto en concurso general - Prueba de la Copa del Mundo en Cluj-Napoca 5.º puesto en concurso general 5.º puesto en 5 pelotas 5.º puesto en 3 aros y 4 mazas - Prueba de la Copa del Mundo en Kazán 10.º puesto en concurso general - Prueba de la Copa del Mundo en Portimão 4.º puesto en concurso general 4.º puesto en 5 pelotas 6.º puesto en 3 aros y 4 mazas - Campeonato del Mundo de Bakú 17.º puesto en concurso general |

## Premios, reconocimientos y distinciones
- Deportista destacada en la 42ª Fiesta del Deporte de Lloret de Mar (2015)[11]
- Deportista destacada en la 44.ª Fiesta del Deporte de Lloret de Mar (2018)[12]
- Deportista destacada en la 46ª Fiesta del Deporte de Lloret de Mar (2020)[13]

## Filmografía

### Publicidad
- Anuncio de televisión para Divina Pastora Seguros, patrocinador de la RFEG, de la campaña «La igualdad no se vende, la igualdad se practica» (2020).[14]